# Oleșkivți, Hmelnîțkîi
Oleșkivți (în ucraineană Олешківці) este un sat în comuna Jucikivți din raionul Hmelnîțkîi, regiunea Hmelnîțkîi, Ucraina.

## Demografie
Componența lingvistică a localității Oleșkivți
     Ucraineană (79,46%)
     Polonă (17,41%)
     Rusă (2,68%)
     Alte limbi (0,45%)
Conform recensământului din 2001, majoritatea populației localității Oleșkivți era vorbitoare de ucraineană (79,46%), existând în minoritate și vorbitori de polonă (17,41%) și rusă (2,68%).